# Millicom
Millicom est une entreprise de télécommunications et de téléphonie mobile luxembourgeoise.
Xavier Niel possède 40% des parts du groupe via Atlas Investissement.
Elle est active au travers de sa marque Tigo en Amérique latine en Bolivie, en Colombie, au Costa Rica, au El Salvador, en Équateur, au Guatemala, au Honduras, au Nicaragua, au Panama, au Paraguay et en Uruguay.

## Histoire
Le groupe a été fondé en 1990 par l'homme d'affaires suédois Jan Stenbeck, décédé en 2002 à Paris à la suite d'une crise cardiaque. Il est également fondateur du groupe de télécommunications Tele2 et Kinnevik,.
Millicom a annoncé en 2016 sa sortie du marché africain, en raison d'une rentabilité insuffisante et de contraintes réglementaires trop importantes :
- Tigo RDC a été racheté par Orange en avril 2016.
- Tigo Rwanda a été racheté par Airtel-Bharti en décembre 2017
- Tigo Ghana a été fusionné avec Airtel en octobre 2017
- Tigo Sénégal a été vendu à un consortium composé des hommes d'affaires Xavier Niel, Hassanein Hiridjee et Yérim Sow en avril 2018[6],[7] ; devenu ensuite Free Sénégal en octobre 2019[8],[9].
- Tigo Tchad a été vendu le 14 mars 2019 à Maroc Télécom
- Tigo Tanzanie a été vendu en avril 2022 à Hassanein Hiridjee[10] complétant ainsi le retrait du groupe du marché télécoms africain

En novembre 2021, Millicom annonce prend la participation de 45 % qu'il ne détient pas dans Tigo Guatemala pour 2,2 milliards de dollars.
En 2023, la société de gestion américaine Apollo Global Management a mené des discussions avec Millicom concernant une acquisition potentielle de toutes les actions en circulation de la société. Les discussions ont pris fin le 16 juin 2023.
En parallèle, le milliardaire français Xavier Niel acquiert une participation de 25,02 % dans Millicom au travers de sa société Atlas Investissement, faisant de lui le principal actionnaire de la société. À la suite de sa prise de participation dans la société, trois nouveaux administrateurs nommés par Atlas Investissement entrent au conseil d’administration de la société en mai 2023, Michaël Golan, ancien directeur général d’Iliad, Nicolas Jaeger, directeur financier d’Iliad ainsi que Thomas Reynaud, directeur général d’Iliad.
En septembre 2023, l’ancien directeur général d’Iliad Maxime Lombardini devient le directeur des opérations de la société. Cette nomination a instauré un nouveau mode de gestion dans le groupe : importante réduction d’effectifs, baisse des dépenses d’investissement, normalisation des charges liées à l’utilisation du réseau et des fréquences.
En mai 2025, Telefónica annonce la vente pour 440 millions de dollars de sa filiale en Uruguay à Millicom.

## Présence sur les marchés nationaux
Le groupe est présent dans 9 pays en Amérique Latine sur les marchés de la téléphonie mobile et de la télévision par câble ou satellite.
| Pays                                                 | Clients Mobile (en millions) | Clients Cable (en millions) | Marques et filiales            |
| Amérique Latine                                      | Amérique Latine              | Amérique Latine             | Amérique Latine                |
| ---------------------------------------------------- | ---------------------------- | --------------------------- | ------------------------------ |
| Bolivie                                              | 3,9                          | 0,7                         | Tigo Bolivia                   |
| Colombie                                             | 12,2                         | 1,6                         | Tigo Colombia (Colombia Movil) |
| Costa Rica                                           | -                            | 0,2                         | Tigo Costa Rica                |
| Salvador                                             | 3,1                          | 0,3                         | Telemovil                      |
| Guatemala                                            | 11,6                         | 0,7                         | Tigo Guatemala                 |
| Honduras                                             | 4,9                          | 0,2                         | Tigo Honduras                  |
| Nicaragua                                            | 3,7                          | 0,04                        | Tigo Nicaragua                 |
| Paraguay                                             | 4,3                          | 0,5                         | Tigo Paraguay                  |
| Source: Millicom, Millicom Q4 2024 Financial Results |                              |                             |                                |